# Taça Cidade de Vitória de 1937
A Taça Cidade de Vitória de 1937 foi a 21ª edição do campeonato de futebol da cidade de Vitória, no Espírito Santo. O campeão foi o Rio Branco, que conquistou seu 10º título na história da competição.

## Participantes
| Equipe            | Participação | Títulos            |
| ----------------- | ------------ | ------------------ |
| América           |              | 6 (último em 1928) |
| Americano         |              | 0                  |
| Centenário        |              | 0                  |
| Rio Branco        |              | 9 (último em 1936) |
| Santo Antônio     |              | 1 (último em 1931) |
| Santos            |              | 0                  |
| Vinte de Novembro |              | 0                  |
| Vitória           |              | 3 (último em 1933) |

## Premiação
| Taça Cidade de Vitória de 1937  |
| Maceió                          |
| ------------------------------- |
| Rio Branco Campeão (10º título) |